# Ines Schmidt

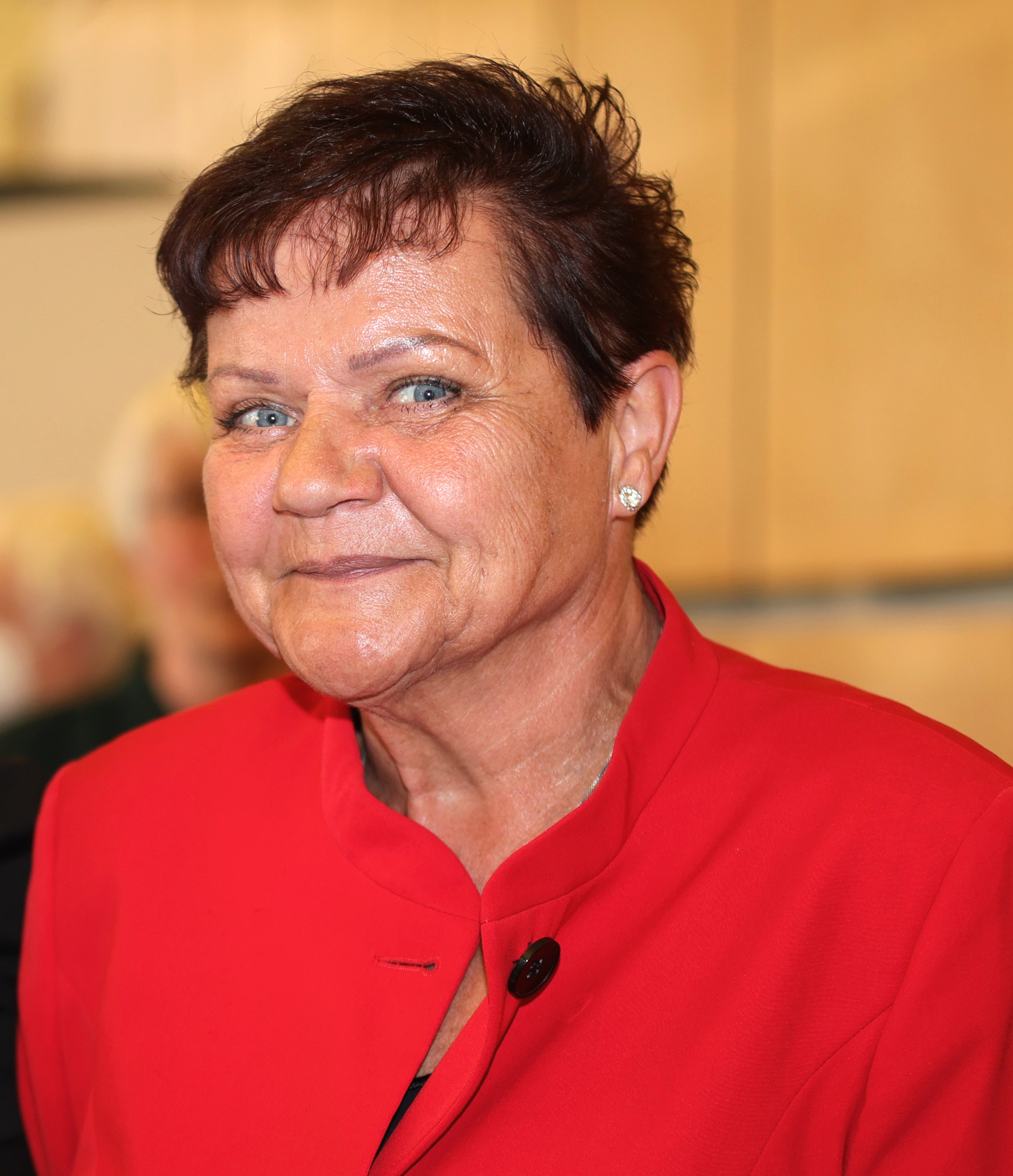
Ines Schmidt (2022)

Ines Schmidt (* 19. März 1960 in Berlin-Friedrichshain) ist eine deutsche Gewerkschafterin und Politikerin (Die Linke). Seit 2016 ist sie Mitglied des Abgeordnetenhauses von Berlin.

## Ausbildung und Beruf
Nach dem Abschluss der Polytechnischen Oberschule erlernte Schmidt 1976 den Beruf der Schneiderin. Im Jahr 1994 trat sie in den öffentlichen Dienst ein und wurde Straßenbahnfahrerin bei den Berliner Verkehrsbetrieben (BVG). Parallel zu ihrer Arbeit bei der BVG bildete sie sich weiter und erwarb 2006 in Frankfurt am Main ein Fachabitur im Arbeitsrecht und schloss 2014 eine Fortbildung zur Projektmanagerin ab.

## Politik

### Gewerkschaftliches Engagement
Neben ihrer Berufstätigkeit bei der BVG engagierte Ines Schmidt sich in der Frauenvertretung, wurde zunächst 1996 zur Frauenvertreterin im Bereich Straßenbahn und 1999 zur Gesamtfrauenvertreterin der BVG gewählt.
Frauen- und gleichstellungspolitische Erfolge dieser Zeit sind der gemeinsam mit dem Vorstand 2003 erarbeitete (und 2016 novellierte) Frauenförderplan und das von Schmidt mit Unterstützung der BVG-Vorstandsvorsitzenden Sigrid Nikutta initiierte kooperative Pilotprojekt mit der Agentur für Arbeit Berlin Mitte, mit dem die Busfahrerausbildung erfolgreich für Frauen geöffnet wurde, was insbesondere langzeitarbeitslosen und alleinerziehenden Frauen zugutekommt.
Seit 2005 ist Schmidt gewerkschaftlich engagiert. Sie ist im Fachbereich Verkehr bei ver.di organisiert, gehört dem Bundesfrauenrat und als stellvertretendes Mitglied dem Gewerkschaftsrat der Dienstleistungsgewerkschaft an. In den Jahren 2011 und 2012 arbeitete sie als BVG- und ver.di-Vertreterin am europäischen Projekt WISE (Women Employment in Urban Public Transport Sector) mit. Das Projekt wurde von den Europäischen Sozialpartnern, dem Internationalen Verband für öffentliches Verkehrswesen (UITP) und der Europäischen Transportarbeiter-Föderation (ETF) im Rahmen des europäischen Sozialdialogs aufgelegt und sollte die Erhöhung des Anteils weiblicher Beschäftigten in Verkehrsberufen voranbringen.
Seit 2015 vertritt sie die Arbeitnehmerinteressen als Mitglied des Aufsichtsrats der BVG. Zudem ist sie seit 2016 die Diversity-Beauftragte der BVG.

### Abgeordnete
Bei der Wahl zum Abgeordnetenhaus von Berlin 2016 wurde Schmidt über die Landesliste des Landesverbands LINKE. Berlin in das Abgeordnetenhaus gewählt. Bei ihrer Direktkandidatur im Wahlkreis Lichtenberg 1 bekam sie 25,0 Prozent der Erststimmen.
Nach ihrem Einzug in das Abgeordnetenhaus hat Ines Schmidt nach 17 Jahren auf eine Wiederwahl zur Gesamtfrauenvertreterin verzichtet und ist seitdem bei der BVG als Diversity-Beauftragte tätig.
In der 18. Wahlperiode nahm Schmidt in der Fraktion DIE LINKE im Abgeordnetenhaus die Funktion der frauenpolitischen Sprecherin wahr. Sie war Mitglied im Ausschuss für Gesundheit, Pflege und Gleichstellung sowie im Ausschuss für Wirtschaft, Energie und Betriebe.
Bei der Abgeordnetenhauswahl 2021 erhielt sie erneut ein Mandat über die Landesliste ihrer Partei. Auch bei der Wiederholungswahl 2023 konnte sie ihren Sitz im Abgeordnetenhaus verteidigen.

### Positionen
Als ihre Schwerpunktthemen führt Ines Schmidt insbesondere die Vereinbarkeit von Beruf und Familie, ein Leben in Sicherheit und ohne Gewalt, gleichen Lohn für gleichwertige Arbeit und eine geschlechterparitätische Besetzung von Führungs- und Leitungspositionen an. Darüber hinaus setzt sie sich für eine frauengerechte Gestaltung des öffentlichen Raums und die Unterstützung von Alleinerziehenden vor allem beim beruflichen Wiedereinstieg ein.

## Mitgliedschaften
- Vereinte Dienstleistungsgewerkschaft (verdi)
- Mieterverein
- Akademie der Arbeit in Frankfurt a. M.
- Überparteiliche Fraueninitiative Berlin – Stadt der Frauen e. V. (ÜPFI)